# Aphalaroida acaciae
Aphalaroida acaciae är en insektsart som beskrevs av Crawford 1914. Aphalaroida acaciae ingår i släktet Aphalaroida och familjen rundbladloppor. Inga underarter finns listade i Catalogue of Life.